# Nicolas Chorier

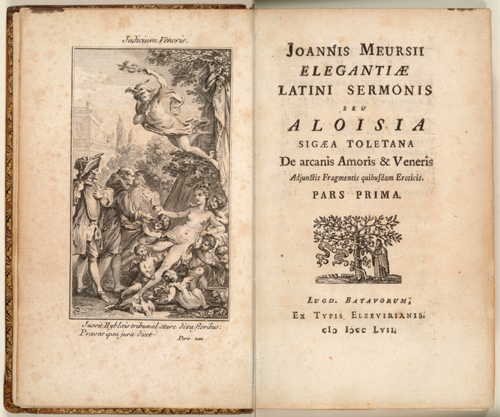
Titelseite der Aloisia Sigaea

Nicolas Chorier (* 1. September 1612 in Vienne; † 14. August 1692 in Grenoble) war ein französischer Jurist und Schriftsteller.
Chorier war Stadtadvokat von Grenoble. Als Autor entlieh er sich unter anderem den Namen des niederländischen Altphilologen und Historikers Johannes Meursius als Pseudonym.

## Werke
- Aloisia Sigaea Toletana (französische Übersetzung unter dem Titel: L’Académie des dames; deutsche Übersetzung: Die Gespräche der Aloisia Sigaea). Es handelt sich um sieben Dialoge zwischen zwei Frauen zur Einführung in die Geheimnisse des Ehebettes.

## Ausgaben
- Joannis Meursii Elegantiae Latini sermonis seu Aloisia Sigaea Toletana De Arcanis Amoris et Veneris Adjunctis Fragmentis quibusdam Eroticis editio nova. Weigel, Leipzig 1913